# Роджър Уотърс
Джордж Роджър Уотърс (на английски: George Roger Waters) е английски музикант, певец, текстописец и композитор.
Той е основател и член на прогресив рок групата „Пинк Флойд“, изявявайки се като басист и ковокалист. След напускането на Сид Барет през 1968 г. Уотърс става автор на популярните песни на групата, както и основен автор и концептуален лидер. Групата впоследствие постига световен успех през 70-те години с концептуалните албуми The Dark Side of the Moon, Wish You Were Here, Animals и The Wall. Въпреки че основният инструмент на Роджър Уотърс е бас китарата, той също експериментира със синтезатори, лууп и използва ритъм китари в записите и в концертите. Поради творческите различия в рамките на групата Роджър Уотърс напуска „Пинк Флойд“ през 1985 г. и започва съдебна битка с останалите членове за бъдещото използване на името и материалите на групата. Спорът е решен в съда през 1987 г., и изминават близо осемнадесет години, преди той отново да свири с останалите, които запазват името „Пинк Флойд“. Смята се, че считано до 2010 г., групата е продала над 200 милиона екземпляра от своите албуми по целия свят, включително 74,5 милиона екземпляра в САЩ.
Соловата кариера на Уотърс включва три студийни албума The Pros and Cons of Hitch Hiking (1984), Radio K.A.O.S. (1987) и Amused to Death (1992). През 1986 г. той допринася с песни към саундтрака на анимационния филм, „Когато духа вятър“, въз основа на едноименна книга на Реймънд Бригс. През 1990 г. организира един от най-големите рок концерти в историята, Стената – на живо в Берлин, пред около 200 000 души. През 1996 г. той е включен в САЩ и Великобритания в Залата на славата на рокендрола като член на „Пинк Флойд“. Уотърс прави самостоятелно турне през 1999 г. и изпълнява The Dark Side of the Moon в своята цялост за световните турнета между 2006 и 2008 г. През 2005 г. издава Ca Ira, опера в три действия, в превод от Етиен Рода-Гил и либрето на базата на началото на Френската революция. На 2 юли 2005 г., Роджър Уотърс се събира отново с колегите си от „Пинк Флойд“ Ник Мейсън, Ричард Райт и Дейвид Гилмор за благотворителния концерт Live 8, това се случва двадесет години след тяхната раздяла.
През 2010 г. стартира световното си турне The Wall Live, което включва цялостното изпълнение на The Wall. По време на това турне, в O2 Arena в Лондон на 12 май 2011 г., Гилмор и Мейсън (единствените останали членове на „Пинк Флойд“) отново се появяват с Уотърс, Гилмор изпълнява „Comfortably Numb“, а след това двамата се присъединяват към Уотърс за „Outside the Wall“.

## Дискография
Албуми с „Пинк Флойд“
- Piper At The Gates Of A Down (1967)
- A Saucerful of Secrets (1968)
- Music From the Film More (1969)
- Ummagumma (1969)
- Atom Heart Mother (1970)
- Meddle (1971)
- Obscured By Clouds (1972)
- The Dark Side of the Moon (1973)
- Wish You Were Here (1975)
- Animals (1977)
- The Wall (1979)
- The Final Cut (1983)

Самостоятелни албуми
- Music from The Body (с Рон Гисин) (1970)
- The Pros and Cons of Hitch Hiking (1984)
- When the Wind Blows (саундтрак) (1986)
- Radio K.A.O.S. (1987)
- The Wall – Live in Berlin (1990)
- Amused to Death (1992)
- In the Flesh – Live (2000)
- Flickering Flame: The Solo Years Volume 1 (2002)
- Ça Ira (2005)

## В политиката

### Израелско-палестински конфликт и обвинения в антисемитизъм
Уотърс подкрепя Палестина в израелско-палестинския конфликт. Той е поддръжник на Boycott, Divestment and Sanctions (BDS), кампания за международен културен бойкот на Израел. Уотърс за първи път вижда израелската бариера на Западния бряг през 2006 г. по искане на палестински поддръжници, когато трябва да изнесе концерт в Тел Авив. Впоследствие той мести концерта в Тел Авив в Neve Shalom и говори за бариерата.
През 2013 г. равин Ейбрахам Купър, заместник-декан на еврейската правозащитна организация „Център Саймън Визентал“, обвинява Уотърс в антисемитизъм, защото е включил в концертите си гигантски балон с прасе, носещ звездата на Давид. Уотърс отговаря, че това е един от няколкото религиозни и политически символа в шоуто, а не опит да се изтъкне юдаизмът като зла сила. По-късно същата година Уотърс сравнява отношението на Израел към палестинците с нацистка Германия, като казва: „Паралелите с това, което се случи през 30-те години на миналия век в Германия, са толкова смазващо очевидни.“ Той казва, че причината, поради която малко известни личности са се присъединили към движението BDS в Съединените щати, е, че „еврейското лоби е изключително мощно тук и особено в индустрията, в която работя, музикалната индустрия“.
След забележките Лигата за борба с клеветата заключава, че Уотърс е антисемит. Американският равин Шмули Ботич отговоря на Уотърс в New York Observer: „Това, че бихте имали дързостта да сравнявате евреите с чудовища, които са ги убили, показва, че нямате благоприличие, нямате сърце, нямате душа.“ Говорейки в Ню Йорк след това, Уотърс казва, че привържениците на Израел често атакуват критиците си като антисемити като „отклоняваща тактика“.
През 2015 г. Уотърс публикува отворено писмо в Salon, в което критикува рок групата Бон Джоуви за изпълнението ѝ в Тел Авив. През 2017 г. той призовава Рейдиохед да отмени концерт там, подписвайки писмо с 50 други, и подписва отворено писмо, в което се иска от Ник Кейв да отмени и своя. Нито Рейдиохед, нито Кейв отменят концертите си. Уотърс разказва в документалния филм от 2016 г. „Окупацията на американския ум: Израелската война за връзки с обществеността“ в Съединените щати за методите, използвани от Израел за оформяне на американското обществено мнение.
В интервю от 2017 г. с Омар Баргути, Уотърс отново оприличава публичната дипломация на Израел на тази на нацистка Германия: „Нещото с пропагандата – отново, не е трудно да се върнем към Йозеф Гьобелс или 30-те години на XX век. Разбирате, че тактиката е да казвате голямата лъжа толкова често колкото е възможно отново и отново и отново и отново. И хората вярват в това." През 2017 г. писателят Иън Халперин продуцира документален филм, Wish You Weren't Here, обвинявайки Уотърс в антисемитизъм и „издигане на самите стени, които пречат на мира в региона и подхранват омразата“.
През 2020 г. Висшата лига по бейзбол спира да рекламира концертите на Уотърс This Is Not a Drill, след като получава критики от еврейски защитнически групи.  По-късно същата година Уотърс казва, че американският еврейски бизнесмен и донор на Републиканската партия Шелдън Аделсън е „кукловод“, контролиращ американската политика. Той казва, че Аделсън вярва, че „само евреите са напълно хора... Не казвам, че евреите вярват в това. Казвам, че той вярва и той дърпа конците.“ [145] В същото интервю Уотърс казва, че убийството на Джордж Флойд е извършено с техника, разработена от израелските отбранителни сили. Той казва, че американците са изучавали техниката, за да се научат „как да убиват чернокожите, защото са видели колко ефективни са били израелците в убийството на палестинци в окупираните територии, използвайки тези техники... Израелците се гордеят с това.“ Коментарите са критикувани като антисемитски.
На 25 февруари 2023 г. германският град Франкфурт отменя едно от планираните шоута на Уотърс, като го нарича един от „най-широко известните антисемити“ и се позовава на подкрепата му за BDS, изображенията на неговите концерти и разговорите с въоръжената група Хамас. Ходът е подкрепен от Централния съвет на евреите в Германия и еврейската общност във Франкфурт.

### Руска инвазия в Украйна
Седмица преди руското нахлуване в Украйна през 2022 г., Уотърс каза на интервюиращ RT, че приказките за атака са „глупости“ и пропаганда, демонизираща Русия. Уотърс каза, че президентът на САЩ Джо Байдън „подхранва огъня в Украйна... това е огромно престъпление“ и пита защо САЩ не насърчават Украйна „да преговаря, премахвайки необходимостта от това ужасяващо, ужасна война“. Интервюиращият обвинява Уотърс, че прехвърля отговорността върху страната, която е била нападната, на което Уотърс каза, че Русия отговаря на провокации на НАТО. „Тази война е основно за действието и реакцията на НАТО, натискайки се чак до руската граница – което те обещаха, че няма да направят, когато Горбачов преговаряше за оттеглянето на СССР от цяла Източна Европа.“ В друго интервю Уотърс каза, че нахлуването в Украйна е „вероятно най-провокираното нахлуване някога“ и отказа да „види Русия от сегашната русофобска перспектива“.
На 5 септември 2022 г., ден след като Олена Зеленска, първата дама на Украйна, се появява по BBC, Уотърс публикува отворено писмо до нея. Той твърди, че Западът не трябва да подкрепя Украйна с оръжие и че Западът, воден от САЩ, е заинтересован от удължаване на войната. Той призова съпруга й да прекрати войната въз основа на Минските споразумения. Концертите на Уотърс в Полша са отменени след коментарите.
През февруари 2023 г., по искане на Русия, Уотърс изнася реч пред Съвета за сигурност на ООН. Той осъжда нахлуването на Русия, но казва, че то „не е било непровокирано“ и че „осъжда провокаторите по най-категоричния възможен начин“. Той не дава конкретни данни.  Речта предизвика критики и удивление от американски, украински и албански дипломати, но похвали от руския заместник-посланик в ООН, Дмитрий Полянски.

### Други участия
След земетресението в Индийския океан през 2004 г. и последвалото бедствие цунами, Уотърс изпълнява „Wish You Were Here“ с Ерик Клептън по време на благотворителен концерт по американската мрежа NBC. Той критикува Закона за лова от 2004 г. и подкрепя Countryside Alliance. Уотърс обяснява, че независимо дали подкрепя лова или не, е важно той да бъде защитаван като право.
През 2007 г. Уотърс става говорител на Millennium Promise, организация с нестопанска цел, бореща се с бедността и маларията. През юли той участва в американския етап от концерта Live Earth, насочен към повишаване на осведомеността относно глобалните климатични промени. През 2015 г. Уотърс казва, че социализмът е „добро нещо“ и призова за социализирано здравеопазване в Съединените щати.
Уотърс подкрепя ветераните, което той отчасти отдава на смъртта на баща си през Втората световна война. Той разпределя пакет от билети за ветерани на всяко свое шоу. В продължение на няколко години той свири с група ранени ветерани, организирани от Националния военен медицински център на Съединените щати. През 2012 г. той ръководи бенефис за военните ветерани на Съединените щати, наречен Stand Up for Heroes. Той кани музикална група от ранени в битки ветерани, наречена MusiCorps, да изпълнява с него.
Уотърс изпълнява в Гданск през август 2018 г. по време на турнето Us + Them, критикувайки отношението на полското правителство към съдилищата и медиите.
Уотърс се противопоставя на Brexit (напускането на Обединеното кралство на Европейския съюз). След референдума през юни 2016 г., който довежда до напускане на ЕС, той казва: „Мислех, че сме по-добри от това. Грешах“. Той критикува президента на САЩ Доналд Тръмп и неговата политика. През 2017 г. Уотърс осъжда плана на Тръмп за изграждане на стена, разделяща САЩ и Мексико, като прави паралели с Берлинската стена.
През 2018 г. Уотърс включва бразилския крайнодесен кандидат за президент Жаир Болсонаро в списък с „неофашисти“, показан на голям екран на концерта му в Сао Пауло, което предизвиква смесени реакции от тълпата. В концерт в Рио де Жанейро през октомври той признава достойнствата на убитата бразилска съветничка Мариел Франко и извежда нейната дъщеря, сестра и вдовица на сцената.
През 2019 г. Уотърс говори на митинг пред Министерството на вътрешните работи на Лондон, призовавайки за освобождаването на основателя на УикиЛийкс Джулиан Асанж и му посвещава изпълнение на „Wish You Were Here“. На следващата година той говори на митинг в подкрепа на Асанж пред парламента в Лондон.
Уотърс подкрепя Стивън Донзигер, американски адвокат, замесен в съдебни спорове за околната среда срещу корпорацията Шеврон корпорейшън, и е финансирал някои от правните хонорари на Донзигер. Той подкрепя лидера на Лейбъристката партия Джереми Корбин на общите избори в Обединеното кралство през 2019 г., описвайки го като „фар на надеждата“.
По време на неговите предавания „Това не е тренировка“ през 2022 г. всеки президент на САЩ от Роналд Рейгън до Доналд Тръмп е етикетиран като военнопрестъпник и е показано съобщение, че Джо Байдън „тъкмо започва“.
През август 2022 г., когато Китай е обвинен в обкръжаване на Тайван от интервюиращ, Уотърс каза: „Те не обкръжават Тайван – Тайван е част от Китай. И това е абсолютно прието от цялата международна общност от 1948 г. насам.“
По покана на Русия през 2023 г. Роджър Уотърс казва пред ООН, че инвазията в Украйна е противозаконна, но не е непредизвикана.
В ново интервю от 2024 г. за Гардиън, Дейвид Гилмор заявява, че „категорично няма“ да свири с Уотърс никога повече. Гилмор вече е заявявал това, цитирайки политическите убеждения на Уотърс и противоречиви коментари за Израел, Украйна и Съединените щати.